# Ailes brisées
Cet article concerne la telenovela turque. Pour l'association, voir Les Ailes brisées. Pour le film d'André Berthomieu, voir Les Ailes brisées (film).
Ailes brisées (Kanatsız Kuşlar) est une telenovela turque produite par Koliba Film et diffusée par ATV entre le 15 juin 2017 et le 24 mai 2018. 
En France, le feuilleton a été remonté en 160 épisodes de 45 minutes et diffusé entre le 24 juillet 2023 et le 1er mars 2024 sur Novelas TV.

## Synopsis
Nefise est une jeune mère de quatre enfants. À la suite de la mort de son mari, elle fait de son mieux pour élever ses enfants. Elle travaille dans un restaurant mais ne parvient pas à gagner suffisamment pour leur offrir une vie convenable. Un jour, Nefise ne peut laisser sa fille cadette à la gardienne et l’emmène donc au travail. Ce jour-là, elle perd son emploi. Nefise se retrouve alors dans une situation désespérée et décide de voler de la nourriture. Alors qu’elle s’enfuit du restaurant, elle rencontre un homme blessé, Muzaffer, un homme d’affaires, qu’elle va aider en appelant une ambulance.

## Distribution

### Rôles principaux
- Melis Tüzüngüç : Zeynep Şanlı
- Ümit İbrahim Kantarcılar : Onur Karamaner
- Ahmet Varlı : Ahmet Köksal/Kartal Karan
- Deniz Bolışık : Nefise Karamaner
- Fatih Al : Muzaffer Karamaner
- Seda Türkmen : Tuba Çelık
- Servet Pandur : Azime Şanlı
- Evren Bingöl : Fazıl
- Gizem Güneş : Cemre Şanlı
- Emir Özden : Emre Şanlı /Mirat Karamaner
- Eliz Neşe Çağın : Aysun Şanlı
- Emre Melemez : Lüftü
- Sinem Karel Gürtekin : Emel
- Yusuf Baymaz : Suat
- Deniz Sayar : Şerife
- Kahraman Sivri : Rahmi Köksal
- Öykü Naz Altay : Ceylan
- Nalan Olcayalp : Zeliha
- Can Albayrak : Serkan
- Canan Mutluer : Zerrin Karamaner
- Mustafa Vural : Kaan
- Özlem Gezgin : Aylin
- Melisa Akman : Aslı
- Poyraz Bayramoğlu : Mert Karamaner
- Sera Arıman : Asya Arazzoglü
- Cengiz Bektaş : Cemil

## Version française
La version française est assurée par Studio Plug-in au Maroc.
Avec les voix de Mounia Bennis, Hind Houari, Eric Cuvelier, Sophie Pastrana, Alex Pinault, Guillaume Escaffre, Abdellah Zelloufi, Emmanuelle Brindel, Antoine Pinault, Hélène Tran, Lamia El Alami, Wahid Lahlou, Michael Paolinetti, Layla Hajji, Khaled Berbouch, Mouna Belgrini, Corinne Troisi, Amira Sejad, Dounia El Medkouri, Rodolphe Abbassi, Inès Latorre, Safia Ouazzani, Serge Barreau, Claire Staub, Anna Fhima et Nicolas Reydet.

## Nominations et récompenses
- Le prix de la meilleure série télévisée aux Golden Butterfly Awards 2018
- Le prix de la meilleure actrice dans une série télévisée aux Golden Butterfly Awards 2018 pour Melis Tüzüngüç
- Le prix du meilleur acteur dans une série télévisée aux Golden Butterfly Awards 2018 pour Ümit Kantarcılar
- Le prix de la meilleure bande originale aux Golden Butterfly Awards 2018